# Guilly (Loiret)
Guilly ist eine französische Gemeinde mit 667 Einwohnern (Stand: 1. Januar 2022) im Département Loiret in der Region Centre-Val de Loire. Die Gemeinde gehört zum Arrondissement Orléans und ist Teil des Kantons Sully-sur-Loire. Die Einwohner werden Guillylois genannt.

## Geographie
Guilly liegt etwa 29 Kilometer ostsüdöstlich von Orléans in der Sologne an der Loire. Umgeben wird Guilly von den Nachbargemeinden Germigny-des-Prés im Norden, Saint-Benoît-sur-Loire im Osten, Sully-sur-Loire im Südosten, Viglain im Süden, Neuvy-en-Sullias im Westen und Südwesten sowie Sigloy im Nordwesten.
Durch die Gemeinde führt die Route nationale 751.

## Bevölkerungsentwicklung
| 1962                       | 1968 | 1975 | 1982 | 1990 | 1999 | 2006 | 2018 |
| -------------------------- | ---- | ---- | ---- | ---- | ---- | ---- | ---- |
| 461                        | 471  | 478  | 481  | 508  | 540  | 631  | 645  |
| Quellen: Cassini und INSEE |      |      |      |      |      |      |      |

## Sehenswürdigkeiten
- Kirche Saint-Martin aus dem 13./14. Jahrhundert, Umbauten aus dem 17. Jahrhundert
- Windmühle von Bel-Air

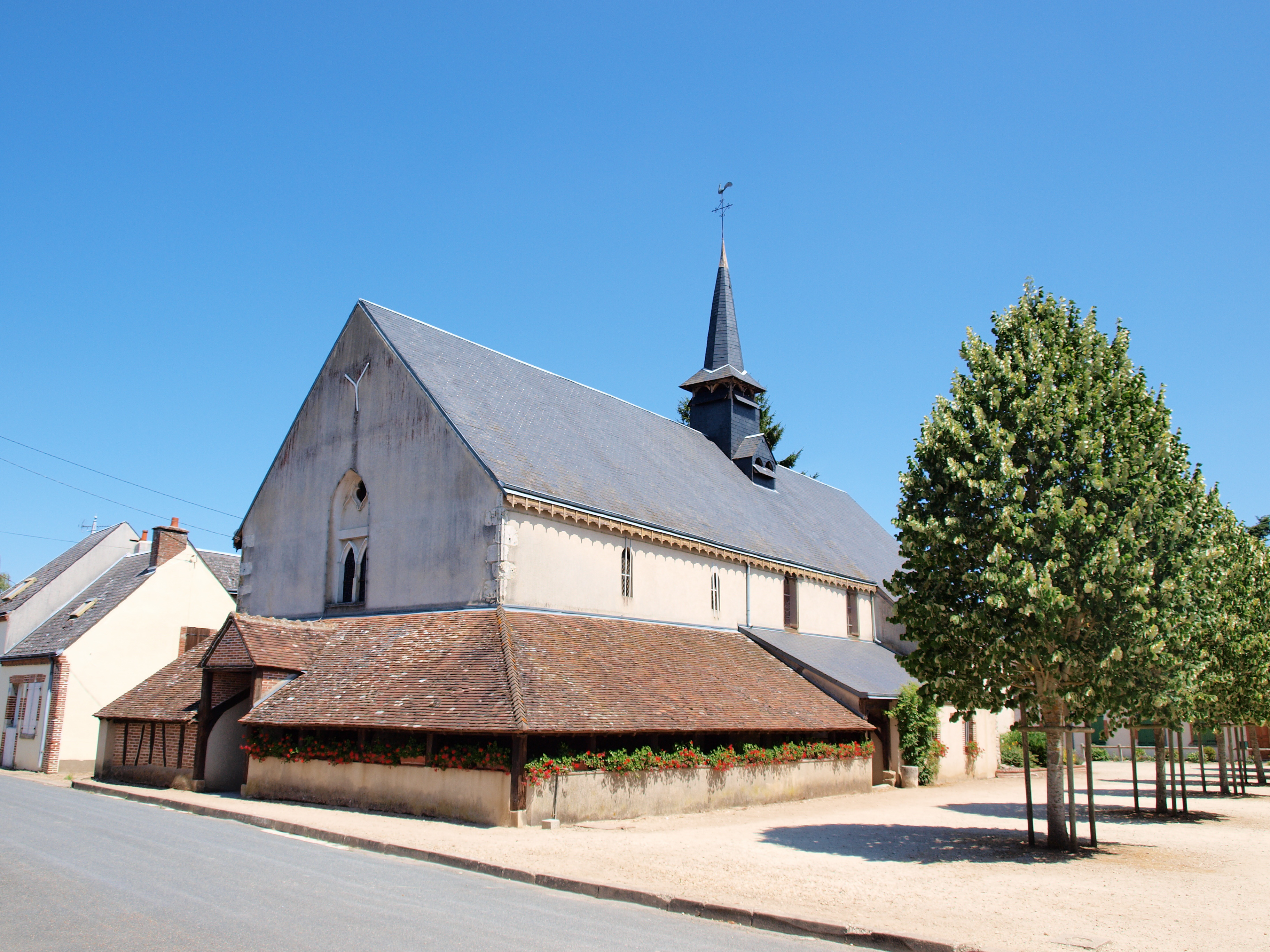
Kirche Saint-Martin
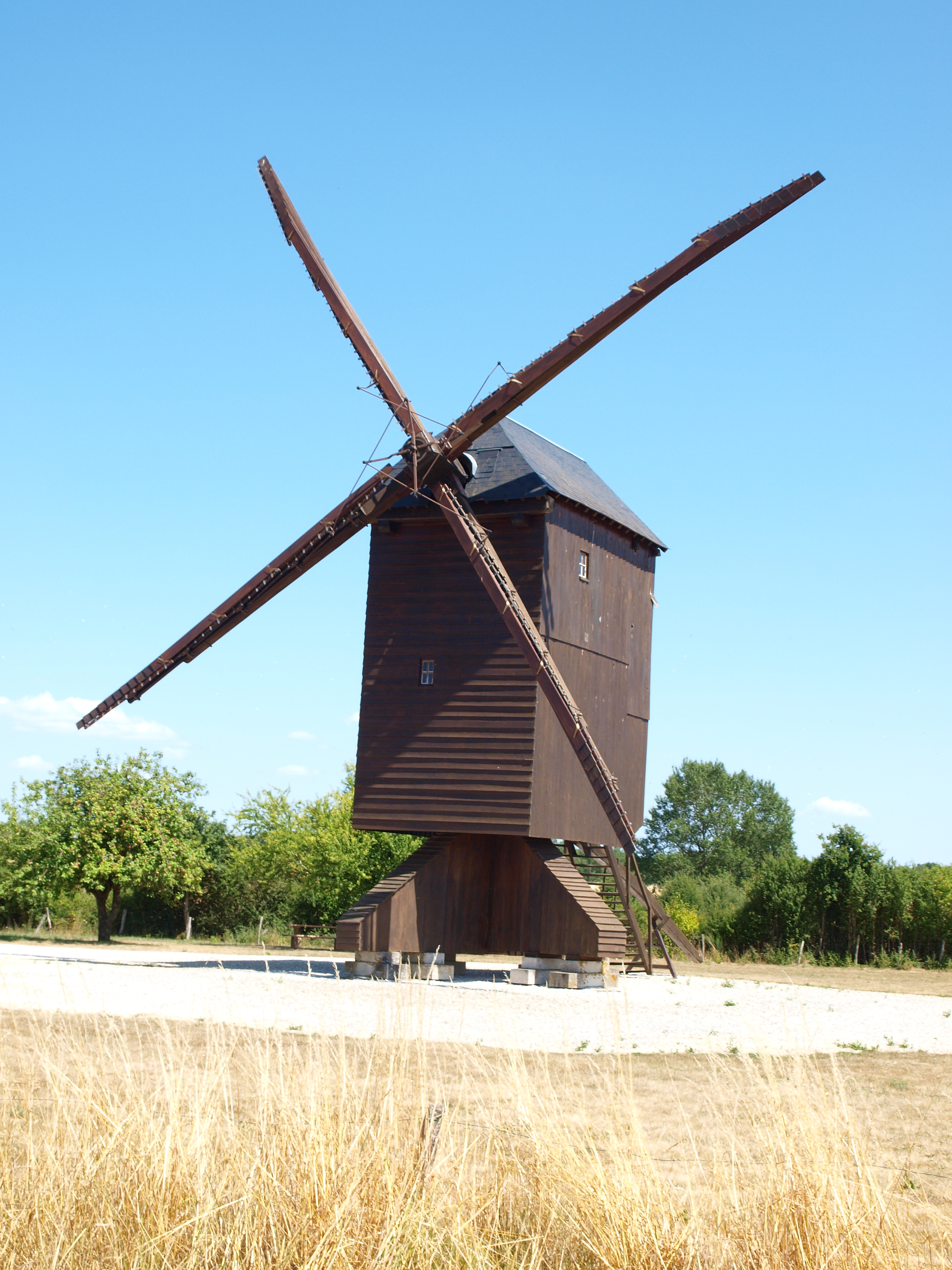
Windmühle von Bel-Air